# برایان مک لین
برایان مک لین (انگلیسی: Brian McLean؛ زادهٔ ۲۸ فوریهٔ ۱۹۸۵) بازیکن فوتبال اهل بریتانیا است.
از باشگاه‌هایی که در آن بازی کرده‌است می‌توان به باشگاه فوتبال پرستون نورث اند، باشگاه فوتبال داندی یونایتد، باشگاه فوتبال رنجرز، باشگاه فوتبال مادرول، و باشگاه فوتبال فالکیرک اشاره کرد.
وی همچنین در تیم‌های ملی فوتبال Scotland national under-17 football team، زیر ۲۱ سال ایرلند شمالی، و ایرلند شمالی بازی کرده‌است.